# .mt
.mt е интернет домейн от първо ниво за Малта. Администрира се от NIC Malta. Представен е през 1992 г.

## Домейни от второ ниво
- com.mt: за комерсиални дейности
- org.mt: за нестопански дейности
- net.mt: за интернет доставчици
- edu.mt: образователни институции
- gov.mt: за правителството на Малта